# Micropithecus clarki
Micropithecus clarki ist eine ausgestorbene Art der Primaten aus der Gattung Micropithecus, die vor 19 bis 17 Millionen Jahren – während des frühen Miozäns – in Ostafrika vorkam. Micropithecus clarki  ist die Typusart der Gattung Micropithecus, beide wurden erstmals 1978 wissenschaftlich beschrieben.
Im Jahr 1989 wurde eine zweite Art der Gattung Micropithecus zugeschrieben, Micropithecus leakeyorum.

## Namensgebung
Micropithecus  ist ein Neologismus. Die Bezeichnung der Gattung ist abgeleitet aus den griechischen Wörtern μικρός (altgriechisch gesprochen mikrós, „klein“) und πίθηκος (gesprochen píthēkos, „Affe“). Das Epitheton clarki ehrt den britischen Anatomen, Primatologen und Paläoanthropologen Wilfrid Le Gros Clark (1895–1971). Micropithecus clarki bedeutet somit „Clarks kleiner Affe“ und verweist darauf, dass die Fossilien dieser Gattung zu den kleinsten jemals entdeckten fossilen oder rezenten Arten der menschenartigen Primaten zählen.

## Erstbeschreibung
Holotypus von Micropithecus clarki ist ein rund 19 bis 17 Millionen Jahre alter Oberkiefer mit weitgehend erhaltenen Gaumen-Knochen und Resten von Knochen des Gesichts (Archivnummer UMP 64-02; UMP = Uganda Museum of Paleontology). Im Oberkiefer erhalten geblieben sind ferner drei linke große Backenzähne (M1 – M3) sowie auf der rechten Seite ein Prämolar und drei große Backenzähne (M1 – M3). Ergänzend wurden dem Holotyp rund 20 einzeln gefundene Zähne, ein Unterkiefer-Fragment sowie Bruchstücke eines Schädeldachs aus der gleichen Fundstelle als Paratypen beigegeben, die allerdings nicht in der gleichen Schicht wie das Fossil UMP 64-02 gefunden und zuvor anderen kleinwüchsigen Arten zugeschrieben worden waren.
Abgegrenzt wurde Micropithecus clarki in der Erstbeschreibung insbesondere aufgrund der Merkmale seiner Backenzähne und seines Kleinwuchses von Limnopithecus, Dendropithecus, Dryopithecus und Pliopithecus, wobei die größte verwandtschaftliche Nähe möglicherweise zu Pliopithecus besteht. Ferner wurde in der Erstbeschreibung darauf hingewiesen, dass die Morphologie des Gesichtes am ehesten den heute lebenden Gibbons ähnelt, jedoch eine relativ breite Schnauze und eine gleichfalls relativ breite Nasenregion aufweist. Die Kopf-Rumpf-Länge entspricht ungefähr dem nur rund 35 Zentimeter großen Weißstirn-Kapuzineraffen und ist etwas kleiner als die des fossilen Aeolopithecus chirobates (Simons, 1965).

## Ernährungsweise
Die erhalten gebliebenen Überreste von Micropithecus clarki weisen zwar zahlreiche ursprüngliche Merkmale der Altweltaffen auf, jedoch auch diverse jüngere Merkmale, so zum Beispiel relativ kleine Backzähne in Relation zum Kieferknochen und sehr große Schneidezähne im Vergleich mit den Backenzähnen – Merkmale, die insgesamt auf eine früchtereiche Ernährung schließen lassen. Möglich war diese Ernährungsweise, da vor rund 19 Millionen Jahren das heutige Uganda und West-Kenia überwiegend von Wäldern bedeckt waren, gefördert durch ein warmes und feuchtes Tropen-Klima.

## Belege
1. ↑  John G. Fleagle und Elwyn L. Simons: Micropithecus clarki, a small ape from the Miocene of Uganda. In: American Journal of Physical Anthropology. Band 49, Nr. 4, 1978, S. 427–440, doi:10.1002/ajpa.1330490402.
2. 1 2   Terry Harrison: A new species of Micropithecus from the middle Miocene of Kenia. In: Journal of Human Evolution. Band 18, Nr. 6, 1989, S. 537–557, doi:10.1016/0047-2484(89)90017-1.
3. ↑   Elwyn L. Simons: New Fossil Apes from Egypt and the Initial Differentiation of Hominoidea. In: Nature. Band 205, 1965, S. 135–139, doi:10.1038/205135a0.
4. ↑  Terry Harrison: New finds of small fossil apes from the Miocene locality at Koru in Kenya. In: Journal of Human Evolution. Band 10, Nr. 2, 1981, S. 129–137, doi: 10.1016/S0047-2484(81)80010-3.